# Herve Xavier Zengue
Herve Xavier Zengue (ur. 22 stycznia 1984 w Jaunde) – piłkarz Burkina Faso kameruńskiego pochodzenia, występujący na pozycji obrońcy. W reprezentacji Burkiny Faso zadebiutował w 2011 roku. Rozegrał w niej 7 spotkań.